# Liste der Bodendenkmäler in Thalmassing
Auf dieser Seite sind die Bodendenkmäler in der Oberpfälzer Gemeinde Thalmassing zusammengestellt. Diese Tabelle ist eine Teilliste der Liste der Bodendenkmäler in Bayern. Grundlage ist die Bayerische Denkmalliste, die auf Basis des Bayerischen Denkmalschutzgesetzes vom 1. Oktober 1973 erstmals erstellt wurde und seither durch das Bayerische Landesamt für Denkmalpflege geführt wird. Die folgenden Angaben ersetzen nicht die rechtsverbindliche Auskunft der Denkmalschutzbehörde.

## Bodendenkmäler der Gemeinde Thalmassing

### Gemarkung Luckenpaint
| Lage                   | Objekt | Akten-Nr.     | Bild |
| ---------------------- | --- | ------------- | ---- |
| Luckenpaint (Standort) | Vorgeschichtlicher Bestattungsplatz mit Grabhügeln. | D-3-7138-0026 |      |
| Luckenpaint (Standort) | Vorgeschichtlicher Bestattungsplatz mit Grabhügeln. | D-3-7138-0027 |      |
| Luckenpaint (Standort) | Vorgeschichtlicher Bestattungsplatz mit Grabhügeln. | D-3-7138-0028 |      |
| Luckenpaint (Standort) | Vorgeschichtlicher Bestattungsplatz mit Grabhügeln. | D-3-7138-0029 |      |
| Luckenpaint (Standort) | Mesolithische Freilandstation, Siedlung der Jungsteinzeit (Linearbandkeramik) und der Latènezeit.                                                                        | D-3-7138-0030 |      |
| Luckenpaint (Standort) | Mittelalterlicher Burgstall mit der im Kern romanischen Katholischen Nebenkirche und ehemalige Schlosskapelle St. Laurentius sowie dem abgegangenen Schloss Luckenpaint. | D-3-7138-0031 |      |
| Luckenpaint (Standort) | Archäologische Befunde der abgegangene spätmittelalterlichen und frühneuzeitlichen Wallfahrtskirche St. Wolfgang in Klausen.                                             | D-3-7138-0078 |      |

### Gemarkung Poign
| Lage             | Objekt                 | Akten-Nr.     | Bild |
| ---------------- | ---------------------- | ------------- | ---- |
| Poign (Standort) | Neolithische Siedlung. | D-3-7038-0085 |      |

### Gemarkung Sanding
| Lage               | Objekt | Akten-Nr.     | Bild |
| ------------------ | --- | ------------- | ---- |
| Sanding (Standort) | Archäologische Befunde der frühen Neuzeit im Bereich der Katholischen Nebenkirche St. Petrus in Obersanding, darunter die Spuren von Vorgängerbauten bzw. älteren Bauphasen.                            | D-3-7138-0080 |      |
| Sanding (Standort) | Siedlung vor- und frühgeschichtlicher Zeitstellung. | D-3-7138-0082 |      |
| Sanding (Standort) | Römische Villa rustica. | D-3-7139-0007 |      |
| Sanding (Standort) | Siedlungen der Jungsteinzeit, der Frühlatènezeit und der römischen Kaiserzeit. | D-3-7139-0017 |      |
| Sanding (Standort) | Siedlung der Urnenfelderzeit. | D-3-7139-0058 |      |
| Sanding (Standort) | Verebneter mittelalterlicher Turmhügel. | D-3-7139-0182 |      |
| Sanding (Standort) | Verebnete spätkeltische Viereckschanze. | D-3-7139-0183 |      |
| Sanding (Standort) | Mesolithische Freilandstation, Siedlungen der Jungsteinzeit (Münchshöfener Kultur), der Bronzezeit, der Hallstattzeit, der Frühlatènezeit und der römischen Kaiserzeit.                                 | D-3-7139-0184 |      |
| Sanding (Standort) | Siedlungen der Jungsteinzeit (Münchshöfener Kultur), der vorgeschichtlichen Metallzeiten und der römischen Kaiserzeit.                                                                                  | D-3-7139-0185 |      |
| Sanding (Standort) | Siedlung der Jungsteinzeit. | D-3-7139-0186 |      |
| Sanding (Standort) | Archäologische Befunde des Mittelalters und der frühen Neuzeit im Bereich der Katholischen Filialkirche St. Pankratius in Untersanding, darunter die Spuren von Vorgängerbauten bzw. älteren Bauphasen. | D-3-7139-0187 |      |
| Sanding (Standort) | Siedlung vor- und frühgeschichtlicher Zeitstellung. | D-3-7139-0226 |      |

### Gemarkung Thalmassing
| Lage                   | Objekt | Akten-Nr.     | Bild |
| ---------------------- | --- | ------------- | ---- |
| Thalmassing (Standort) | Vorgeschichtlicher Bestattungsplatz mit Grabhügeln. | D-3-7038-0001 |      |
| Thalmassing (Standort) | Verebnete spätkeltische Viereckschanze. | D-3-7038-0002 |      |
| Thalmassing (Standort) | Siedlungen der Linearbandkeramik, des Mittelneolithikums (Gruppe Oberlauterbach), des Jung- und Endneolithikums, der Bronzezeit, der Urnenfelderzeit und der Hallstattzeit. | D-3-7038-0004 |      |
| Thalmassing (Standort) | Siedlungen der Jungsteinzeit und der Bronzezeit, Villa rustica der römischen Kaiserzeit. | D-3-7038-0005 |      |
| Thalmassing (Standort) | Siedlung der Linearbandkeramik. | D-3-7038-0006 |      |
| Thalmassing (Standort) | Siedlung der frühen Bronzezeit. | D-3-7038-0007 |      |
| Thalmassing (Standort) | Bestattungsplatz der Glockenbecherkultur. | D-3-7038-0009 |      |
| Thalmassing (Standort) | Archäologische Befunde und Funde im Bereich und im Umfeld der Katholischen Pfarrkirche St. Nikolaus in Thalmassing, darunter eine römische Villa rustica (Hauptgebäude und zwei Nebengebäude archäologisch nachgewiesen), ein frühchristlicher Kultraum in der Ruine der römischen Villa, die Fundamente einer Steinkirche wohl des 8./9. Jhs. und weitere ältere Bauphasen, völkerwanderungszeitliche und früh-/hochmittelalterliche Siedlung. | D-3-7038-0011 |      |
| Thalmassing (Standort) | Jungpaläolithische Freilandstation, Siedlung vor- und frühgeschichtlicher Zeitstellung. | D-3-7038-0012 |      |
| Thalmassing (Standort) | Siedlung vor- und frühgeschichtlicher Zeitstellung. | D-3-7038-0013 |      |
| Thalmassing (Standort) | Verebnete spätkeltische Viereckschanze. | D-3-7038-0014 |      |
| Thalmassing (Standort) | Frühmittelalterliches Reihengräberfeld, karolingisch-ottonische Siedlung mit Grabenwerk, hoch- und spätmittelalterliche Siedlung. | D-3-7038-0296 |      |
| Thalmassing (Standort) | Frühbronzezeitliche Siedlung. | D-3-7038-0390 |      |
| Thalmassing (Standort) | Archäologische Befunde der frühen Neuzeit im Bereich der Katholischen Wallfahrts- und Nebenkirche Maria vom Frieden in Sankt Bäumel, darunter die Spuren älterer Bauphasen sowie der abgegangene Klause. | D-3-7038-0486 |      |
| Thalmassing (Standort) | Siedlungen der Münchshöfener Kultur, der frühen Bronzezeit und der Spätlatènezeit. | D-3-7038-0495 |      |
| Thalmassing (Standort) | Vorgeschichtliche Siedlung. | D-3-7038-0497 |      |
| Thalmassing (Standort) | Siedlung der Linearbandkeramik, der Urnenfelderzeit und der Hallstattzeit, Villa rustica der mittleren römischen Kaiserzeit. | D-3-7039-0001 |      |
| Thalmassing (Standort) | Siedlung vor- und frühgeschichtlicher Zeitstellung oder des frühen Mittelalters, vielleicht Teilabschnitt einer Römerstraße. | D-3-7039-0002 |      |
| Thalmassing (Standort) | Siedlungen der Jungsteinzeit, der Hallstattzeit und der Mittel- bis Spätlatènezeit, römische Villa rustica. | D-3-7039-0003 |      |
| Thalmassing (Standort) | Vorgeschichtliche Siedlung. | D-3-7039-0004 |      |
| Thalmassing (Standort) | Siedlung vor- und frühgeschichtlicher Zeitstellung. | D-3-7039-0089 |      |
| Thalmassing (Standort) | Archäologische Befunde des Mittelalters und der frühen Neuzeit im Bereich von Burg und Schloss Haus in Neueglofsheim. | D-3-7039-0659 |      |
| Thalmassing (Standort) | Siedlungen der Jungsteinzeit (Münchshöfener Kultur) und der Urnenfelderzeit, Siedlung mit Grabenwerk vor- und frühgeschichtlicher Zeitstellung. | D-3-7039-0660 |      |
| Thalmassing (Standort) | Mesolithische Freilandstation, Siedlungen der Jungsteinzeit und der Bronzezeit, frühmittelalterliche Befestigung mit Ringwall und vorgelagerter Abschnittsbefestigung, mittelalterliches bzw. frühneuzeitliches Trichtergrubenfeld. | D-3-7138-0024 |      |

### Gemarkung Weillohe
| Lage                | Objekt | Akten-Nr.     | Bild |
| ------------------- | --- | ------------- | ---- |
| Weillohe (Standort) | Siedlung der Jungsteinzeit (Linearbandkeramik, Stichbandkeramik/Gruppe Oberlauterbach, Endneolithikum).                                                                                        | D-3-7038-0023 |      |
| Weillohe (Standort) | Bestattungsplatz der Bronzezeit und Hallstattzeit mit verebneten Grabhügeln. | D-3-7038-0024 |      |
| Weillohe (Standort) | Siedlungen der Jungsteinzeit, der Urnenfelderzeit und der römischen Kaiserzeit. | D-3-7038-0025 |      |
| Weillohe (Standort) | Siedlungen der Linearbandkeramik, der Stichbandkeramik/Gruppe Oberlauterbach, der Spätbronzezeit, der Urnenfelderzeit und der Eisenzeit.                                                       | D-3-7038-0026 |      |
| Weillohe (Standort) | Frühmittelalterlicher Bestattungsplatz. | D-3-7038-0028 |      |
| Weillohe (Standort) | Frühmittelalterliches Reihengräberfeld. | D-3-7038-0029 |      |
| Weillohe (Standort) | Siedlung der Linearbandkeramik, der Stichbandkeramik/Gruppe Oberlauterbach und der Urnenfelderzeit.                                                                                            | D-3-7038-0030 |      |
| Weillohe (Standort) | Siedlungen der Linearbandkeramik, der Stichbandkeramik/Gruppe Oberlauterbach, der Latènezeit und der römischen Kaiserzeit.                                                                     | D-3-7038-0033 |      |
| Weillohe (Standort) | Verebnete bzw. zerstörte Grabhügel, daraus Funde der frühen/mittleren Bronzezeit, vielleicht frühmittelalterliches Reihengräberfeld.                                                           | D-3-7038-0066 |      |
| Weillohe (Standort) | Archäologische Befunde des Mittelalters und der frühen Neuzeit im Bereich der Katholischen Filialkirche St. Vitus in Weillohe, darunter die Spuren von Vorgängerbauten bzw. älterer Bauphasen. | D-3-7038-0479 |      |
| Weillohe (Standort) | Karolingischer Königshof Marsinga mit abgegangener Kirche und zugehörigem Bestattungsplatz, archäologische Befunde des mittelalterlichen Herrschaftssitzes Untermassing.                       | D-3-7038-0481 |      |
| Weillohe (Standort) | Abgegangene mittelalterliche bzw. neuzeitliche Hofstelle, vielleicht auch eine römische Villa rustica.                                                                                         | D-3-7038-0482 |      |
| Weillohe (Standort) | Siedlungen der Jungsteinzeit (Linearbandkeramik, Stichbandkeramik/Gruppe Oberlauterbach), der frühen Bronzezeit und der Latènezeit.                                                            | D-3-7038-0484 |      |
| Weillohe (Standort) | Neolithische Siedlung, römische Villa rustica. | D-3-7038-0485 |      |

### Gemarkung Wolkering
| Lage                 | Objekt | Akten-Nr.     | Bild |
| -------------------- | --- | ------------- | ---- |
| Wolkering (Standort) | Siedlung der Jungsteinzeit. | D-3-7038-0008 |      |
| Wolkering (Standort) | Siedlung vorgeschichtlicher Zeitstellung und der Urnenfelderzeit. | D-3-7038-0035 |      |
| Wolkering (Standort) | Archäologische Befunde und Funde im Bereich der Katholischen Pfarrkirche Mariä Himmelfahrt in Wolkering, darunter die Spuren von Vorgängerbauten. | D-3-7038-0040 |      |
| Wolkering (Standort) | Neolithische Siedlung, mindestens sieben vorgeschichtliche Grabhügel, daraus Funde der mittleren Bronzezeit. | D-3-7038-0041 |      |
| Wolkering (Standort) | Vorgeschichtliche Siedlung. | D-3-7038-0046 |      |
| Wolkering (Standort) | Siedlung vor- und frühgeschichtlicher Zeitstellung oder des frühen Mittelalters. | D-3-7038-0050 |      |
| Wolkering (Standort) | Siedlung vor- und frühgeschichtlicher Zeitstellung oder des frühen Mittelalters. | D-3-7038-0052 |      |
| Wolkering (Standort) | Siedlung des Neolithikums, der mittleren Bronzezeit, der Urnenfelderzeit und der Latènezeit. | D-3-7038-0387 |      |
| Wolkering (Standort) | Siedlung der Linearbandkeramik, der Latènezeit und der römischen Kaiserzeit. | D-3-7038-0419 |      |
| Wolkering (Standort) | Siedlung der Urnenfelderzeit. | D-3-7038-0420 |      |
| Wolkering (Standort) | Siedlungen des Neolithikums und der Urnenfelderzeit. | D-3-7038-0421 |      |
| Wolkering (Standort) | Siedlung des Neolithikums, der Altheimer Kultur, der Bronzezeit und der Urnenfelderzeit, Gräberfeld mit Brandbestattungen der späten Bronzezeit und der Urnenfelderzeit. | D-3-7038-0422 |      |
| Wolkering (Standort) | Siedlung der Jungsteinzeit (Linearbandkeramik, Stichbandkeramik, Oberlauterbacher Gruppe, Münchshöfener Kultur, Jung- und Endneolithikum), der Bronzezeit, der Urnenfelderzeit, der Latènezeit und des frühen Mittelalters, mindestens eine römische Villa rustica, Gräberfeld mit Brandbestattungen vielleicht der Urnenfelderzeit. | D-3-7038-0423 |      |
| Wolkering (Standort) | Siedlung der Jungsteinzeit (Linearbandkeramik, Münchshöfener und Altheimer Kultur), der Bronzezeit, der Urnenfelderzeit und der Latènezeit. | D-3-7038-0428 |      |